# 胡枝子
胡枝子（学名：Lespedeza bicolor）为豆科胡枝子属下的一个种。为直立灌木，高1-3米。多用於餵豬。原产于亚洲。在部分地区，如美国东南部，野外的胡枝子被视为入侵物种。
种名 bicolor 意为“双色的”。